# Madame Edwarda
Madame Edwarda est un récit de Georges Bataille publié pour la première fois sous le pseudonyme de Pierre Angélique en 1941 aux Éditions du Solitaire (édition clandestine par Robert et Élisabeth Godet, sous la date volontairement fausse de 1937, et un nom d'éditeur inventé pour la circonstance). Il fut écrit entre septembre et octobre 1941, pendant la rédaction de L'Expérience intérieure, dont il est le corollaire. Il constitue l'un des premiers ouvrages clandestins parus aux heures sombres de l'Occupation.

## Éditions successives
- 1941 : Éditions du Solitaire (Robert et Élisabeth Godet[1]), édition dite de 1937, sous le pseudonyme de Pierre Angélique, tirage limité à 45 exemplaires (sans doute l'édition originale la plus rare de Georges Bataille[2]).
- 1945 : Éditions du Solitaire, édition dite de 1942, revue par l'auteur et enrichie de trente gravures signées par Jean Perdu (Jean Fautrier), tirage limité à 88 exemplaires.
- 1956 : réédition sous le même hétéronyme[3], chez Jean-Jacques Pauvert éditeur, avec une préface de Georges Bataille, tirage limité à 1500 exemplaires.
- 1965 : Éditions Georges Visat, sous le nom de Georges Bataille, avec douze cuivres gravés à la pointe et au burin par Hans Bellmer, exécutés et tirés à cinq exemplaires en 1955, initialement prévus pour l'édition chez Pauvert, tirage limité à 167 exemplaires.
- 1971 : Éditions Gallimard, tome III des Œuvres complètes de Georges Bataille, établi par Thadée Klossowski, comprenant également Le Petit,  L'Archangélique, L'Impossible, La Scissiparité, L'Abbé C., L'Être indifférencié n'est rien, Le Bleu du ciel.
- 2004 : Éditions Gallimard, Romans et récits, préface de Denis Hollier, édition publiée sous la direction de Jean-François Louette, coll. « Bibliothèque de la Pléiade ».

Le texte est précédé d’un faux titre : « Divinus Deus », qui témoigne du goût de Bataille pour les épithètes rhétoriques et inscrit ce récit dans une lecture très personnelle de la théologie chrétienne. Madame Edwarda est ce « dieu divin » et l'accès à la divinité est conditionné par le choix de la transgression des interdits. Le récit devait figurer dans une tétralogie comprenant Ma Mère (posthume et inachevé, Pauvert, 1966), Divinus Deus (jamais écrit entièrement, mais inséré dans Madame Edwarda), et Charlotte d'Ingerville dont seules quelques pages ont été rédigées. Ces quatre titres auraient été signés du pseudonyme Pierre Angelici et auraient constitué une sorte d'autobiographie romanesque ; mais seule Madame Edwarda est publiée de son vivant.
Le manuscrit original de Madame Edwarda fut dédié à Paul Éluard
.
Ce récit a été illustré à deux reprises, en 1975 et 1998, par le peintre japonais Kuniyoshi Kaneko, qui a également illustré Histoire de l'œil, dans l'édition traduite en japonais par Kosaku Ikuta (Éditions Le Sabbat, Tokyo, 1998). Il faut également mentionner des illustrations par René Magritte, datant de 1946, pour une édition pirate du récit : une série de six dessins commandés par le libraire-éditeur Albert Van Loock appartenant aujourd'hui à des collectionneurs privés. Trois d'entre eux ont d'abord été reproduits par David Sylvester, dans le catalogue raisonné de René Magritte en 1992. Depuis, l'ensemble a été reproduit et présenté dans un article de Jan Ceuleers, « René Magritte illustrateur de Madame Edwarda », dans les Cahiers Bataille. Une autre édition de luxe (tirage unique à 13 exemplaires numérotés) a été réalisée et imprimée par Thierry Bouchard, aux Éditions Liber Pater (s.d. , vers 1990), avec une reliure d'inspiration érotique de Nobuko Kiyomiya et quatre eaux-fortes originales en couleurs signées par Claude Faivre.
Par ailleurs, ce texte a également fortement inspiré le travail photographique de Élizabeth Prouvost, qui lui a consacré plusieurs expositions et trois livres de photographies. 
Madame Edwarda est aussi le titre d'un court métrage britannique (adapté du récit de Bataille), réalisé par Alexandra Jasper et Eveline Rachow en 2010.

## Présentation
L'action se déroule « dans les rues propices qui vont du carrefour Poissonnière à la rue Saint-Denis » (dont Bataille fréquentait souvent les bordels) et met en scène une prostituée de bordel, folle et obscène, qui se déclare être Dieu tandis qu'elle exhibe ses « guenilles ». 
Plus Madame Edwarda sera obscène plus elle sera divine. Bataille, pour qui l'érotisme est inséparable du sacrilège, semble évoquer un dieu des abîmes, de l'obscénité, de l'abomination, car pour lui, Dieu est l'impossible, un « dépassement de Dieu dans tous les sens ; dans le sens de l'être vulgaire, dans celui de l'horreur et de l'impureté ; à la fin, dans le sens de rien ».
Edwarda demande au narrateur de regarder ses « guenilles », son sexe béant :
« Assise, elle maintenait haute une jambe écartée : pour mieux ouvrir la fente, elle achevait de tirer la peau des deux mains.  Ainsi les “guenilles" d'Ewdarda me regardaient, velues et roses, pleines de vie comme une pieuvre répugnante.  Je balbutiai doucement :
- Pourquoi fais-tu cela ?
- Tu vois, dit-elle, je suis DIEU... »
Michel Surya commente en disant qu'Edwarda est « la plus tourmentée, la plus grimaçante - la plus bouleversée, aussi - des images qu'il [Bataille] va donner de Dieu » ; « la putain folle et belle, s'avouant nue, guenilleuse, Dieu, n'évoquerait-elle pas  l'organe mort du père entre les jambes molles et mortes ? Guenilles de femmes, dans un cas, mais d'une femme qui a pour nom un nom d'homme féminisé, Édouard, un nom, on le verra bientôt, d'homme mort dans Le Mort ».
La préface de 1956, signée Georges Bataille, précise, comme toujours avec les récits fictifs de l'auteur, les enjeux du texte, avec en exergue cet emprunt tronqué à la préface de la Phénoménologie de l'esprit de Hegel : « La mort est ce qu'il y a de plus terrible et maintenir l'œuvre de la mort est ce qui demande la plus grande force. » Ensuite, le récit s'ouvre par cette adresse au lecteur, aux allures d'« avertissement » :  « Si tu as peur de tout, lis ce livre, mais d'abord, écoute-moi : si tu ris, c'est que tu as peur. Un livre , il te semble, est chose inerte. C'est possible. Et pourtant, si, comme il arrive, tu ne sais pas lire ? devrais-tu redouter... ? Es-tu seul ? as-tu froid ? sais-tu jusqu'à quel point l'homme est "toi-même" ? imbécile ? et nu ? ». Et il se conclut dans une sorte  d'« immense alleluia, perdu dans le silence sans fin », selon les termes de Bataille : « DIEU, s'il "savait", serait un porc. »
Comme tous les récits de Bataille, excepté Le Mort, Madame Edwarda présente un personnage-narrateur s'exprimant à la première personne, lequel est, selon Philippe Sollers, à la fois « témoin et chœur » des excès du personnage féminin, répercutant sur la narration l'effet sidérant du spectacle auquel il assiste et prend part. Ce dispositif narratif donne au récit une valeur de témoignage, sous le sceau de l'impossible, par des commentaires du narrateur qui mettent en doute sa possibilité même, en raison de « cet excès qui », selon la formule de Maurice Blanchot, « vient avec le féminin ». Ainsi dans Madame Edwarda : « (Il est décevant [...] de jouer des mots, d'emprunter la lenteur des phrases. [...] je le sais déjà, mon effort est désespéré : l'éclair qui m'éblouit - et qui me foudroie - n'aura sans doute rendu aveugles que mes yeux [...] Ce livre a son secret, je dois le taire : il est plus loin que tous les mots) ».
En 1958, Marguerite Duras fera ce commentaire : « Edwarda restera suffisamment inintelligible des siècles durant, pour que toute une théologie soit faite à son propos ».